# Felix Stiemer
Felix Stiemer (* 17. Mai 1896 in Oldenburg (Oldenburg); † 15. September 1945 in Berlin) war ein deutscher Schriftsteller und Verleger des Expressionismus.

## Leben
Felix Paul Stiemer wurde 1896 in Oldenburg (Oldenburg) geboren. Nach mehrfachen Umzügen der Familie besuchte er gemeinsam mit Rudolf Adrian Dietrich, einem weiteren Protagonisten des Dresdner Expressionismus, von 1907 bis 1909 das Gymnasium zum Heiligen Kreuz in Dresden. Im Anschluss begann er eine Ausbildung als Buchhändler. Während seiner Tätigkeit in der Buchhandlung Bender knüpfte er wesentliche Kontakte, die zur Bildung der Expressionistischen Arbeitsgemeinschaft Dresden und zur Gründung seines Verlages führten. 1919 lebte er in München und wurde nach der Niederschlagung der Räterepublik aus Bayern ausgewiesen. Kurzzeitig führte er die Frankfurter Dependance der Bücherkiste, ehe er Anfang der zwanziger Jahre endgültig nach Berlin übersiedelte. 1945 verstarb er in Berlin im Städtischen Krankenhaus Westend.

## Darstellung Stiemers in der bildenden Kunst
- Conrad Felixmüller: Bildnis Felix Stiemer (Öl, 60 × 45 cm, 1918)[1]

## Veröffentlichungen
- Morgen. 1. Andeutungen einer kunstpolitischen Programmatik. (Essay, 1918)